# Draft WNBA 2002
2001 2003
La draft WNBA 2002 est la cérémonie annuelle de la draft WNBA lors de laquelle les franchises de la WNBA choisissent les joueuses dont elles pourront négocier les droits d’engagement.
Le choix s'opère dans un ordre déterminé par le classement de la saison précédente, les équipes les plus mal classés obtenant les premiers choix. Sont éligibles les joueuses américaines ou scolarisées aux États-Unis allant avoir 22 ans dans l'année calendaire de la draft, ou diplômées ou ayant entamé des études universitaires quatre ans auparavant. Les joueuses « internationales » (ni nées ni ne résidant aux États-Unis) sont éligibles si elles atteignent 20 ans dans l'année suivant la draft.
La draft 2002 est organisée le 20 avril 2002 à Secaucus, dans l'État du New Jersey, dans les studios de NBA Entertainment. Le Storm de Seattle obtient le premier choix de la draft 2002. Le Shock de Détroit obtient le deuxième choix. Les Mystics de Washington obtiennent le troisième choix. Le premier choix de la draft est Sue Bird.

## Sélection des joueuses
| Rang | Joueuse              | Nationalité | Équipe WNBA            | Université/club |
| ---- | -------------------- | ----------- | ---------------------- | --------------- |
| 1    | Sue Bird             | États-Unis  | Storm de Seattle       | Connecticut     |
| 2    | Swin Cash            | États-Unis  | Shock de Détroit       | Connecticut     |
| 3    | Stacey Dales-Schuman | Canada      | Mystics de Washington  | Oklahoma        |
| 4    | Asjha Jones          | États-Unis  | Mystics de Washington  | Connecticut     |
| 5    | Nikki Teasley        | États-Unis  | Fire de Portland       | North Carolina  |
| 6    | Tamika Williams      | États-Unis  | Lynx du Minnesota      | Connecticut     |
| 7    | Sheila Lambert       | États-Unis  | Sting de Charlotte     | Baylor          |
| 8    | Deanna Jackson       | États-Unis  | Rockers de Cleveland   | Alabama         |
| 9    | Shaunzinski Gortman  | États-Unis  | Sting de Charlotte     | South Carolina  |
| 10   | Michelle Snow        | États-Unis  | Comets de Houston      | Tennessee       |
| 11   | Danielle Crockrom    | États-Unis  | Starzz de l'Utah       | Baylor          |
| 12   | Hamchétou Maïga      | Mali        | Monarchs de Sacramento | Old Dominion    |
| 13   | Tawana McDonald      | États-Unis  | Fever de l'Indiana     | Georgia         |
| 14   | LaNeishea Caufield   | États-Unis  | Starzz de l'Utah       | Oklahoma        |
| 15   | Tamara Moore         | États-Unis  | Sol de Miami           | Wisconsin       |
| 16   | Rosalind Ross        | États-Unis  | Sparks de Los Angeles  | Oklahoma        |

| Rang | Joueuse            | Nationalité | Équipe WNBA           | Université/club       |
| ---- | ------------------ | ----------- | --------------------- | --------------------- |
| 17   | Zuzana Klimešová   | Tchéquie    | Fever de l'Indiana    | Vanderbilt            |
| 18   | Lenae Williams     | États-Unis  | Shock de Détroit      | DePaul                |
| 19   | Lucienne Berthieu  | France      | Storm de Seattle      | Old Dominion          |
| 20   | Ayana Walker       | États-Unis  | Shock de Détroit      | Louisiana Tech        |
| 21   | Jill Chapman       | États-Unis  | Shock de Détroit      | Indiana               |
| 22   | Kathy Wambé        | Belgique    | Shock de Détroit      | Belgique              |
| 23   | Davalyn Cunningham | États-Unis  | Miracle d'Orlando     | Rutgers               |
| 24   | Brandi McCain      | États-Unis  | Rockers de Cleveland  | Florida               |
| 25   | Tootie Shaw        | États-Unis  | Mercury de Phoenix    | Wichita State         |
| 26   | Linda Fröhlich     | Allemagne   | Liberty de New York   | UNLV                  |
| 27   | Andrea Gardner     | États-Unis  | Starzz de l'Utah      | Howard                |
| 28   | Felicia Ragland    | États-Unis  | Storm de Seattle      | Oregon State          |
| 29   | Lindsey Yamasaki   | États-Unis  | Sol de Miami          | Stanford              |
| 30   | Gergana Slavtcheva | Bulgarie    | Sparks de Los Angeles | Florida International |
| 31   | Angie Welle        | États-Unis  | Rockers de Cleveland  | Iowa State            |
| 32   | Jackie Higgins     | États-Unis  | Sparks de Los Angeles | North Carolina        |

| Rang | Joueuse           | Nationalité | Équipe WNBA            | Université/club                          |
| ---- | ----------------- | ----------- | ---------------------- | ---------------------------------------- |
| 33   | LaNisha Cartwell  | États-Unis  | Mystics de Washington  | Alabama                                  |
| 34   | Kelly Komara      | États-Unis  | Fever de l'Indiana     | Purdue                                   |
| 35   | Takeisha Lewis    | États-Unis  | Storm de Seattle       | Louisiana Tech                           |
| 36   | Teresa Geter      | États-Unis  | Mystics de Washington  | South Carolina                           |
| 37   | Mandy Nightingale | États-Unis  | Fire de Portland       | Colorado                                 |
| 38   | Lindsey Meder     | États-Unis  | Lynx du Minnesota      | Iowa                                     |
| 39   | Saundra Jackson   | États-Unis  | Miracle d'Orlando      | Mississippi                              |
| 40   | Kayte Christensen | États-Unis  | Mercury de Phoenix     | Université de Californie à Santa Barbara |
| 41   | Edniesha Curry    | États-Unis  | Sting de Charlotte     | Oregon                                   |
| 42   | Shondra Johnson   | États-Unis  | Comets de Houston      | Alabama                                  |
| 43   | Edmarie Lumbsley  | États-Unis  | Starzz de l'Utah       | Mobile                                   |
| 44   | Alayne Ingram     | États-Unis  | Monarchs de Sacramento | Michigan                                 |
| 45   | Jerica Watson     | États-Unis  | Sol de Miami           | Iowa                                     |
| 46   | Tracy Gahan       | États-Unis  | Liberty de New York    | Iowa State                               |
| 47   | Ericka Haney      | États-Unis  | Shock de Détroit       | Notre Dame                               |
| 48   | Rashana Barnes    | États-Unis  | Sparks de Los Angeles  | Penn State                               |

| Rang | Joueuse           | Nationalité | Équipe WNBA            | Université/club        |
| ---- | ----------------- | ----------- | ---------------------- | ---------------------- |
| 49   | LaKeisha Taylor   | États-Unis  | Fever de l'Indiana     | Arizona                |
| 50   | Melody Johnson    | États-Unis  | Fire de Portland       | Arizona State          |
| 51   | Jermisha Dosty    | États-Unis  | Monarchs de Sacramento | St. Mary's (CA)        |
| 52   | Jillian Danker    | États-Unis  | Fever de l'Indiana     | Vanderbilt             |
| 53   | Monique Cardenas  | États-Unis  | Fire de Portland       | Florida                |
| 54   | Shárron Francis   | États-Unis  | Lynx du Minnesota      | Old Dominion           |
| 55   | Tomeka Brown      | États-Unis  | Miracle d'Orlando      | Ohio State             |
| 56   | Amba Kongolo      | États-Unis  | Mercury de Phoenix     | North Carolina Central |
| 57   | Jessie Stomski    | États-Unis  | Sting de Charlotte     | Wisconsin              |
| 58   | Cori Enghusen     | États-Unis  | Comets de Houston      | Stanford               |
| 59   | Jaclyn Winfield   | États-Unis  | Starzz de l'Utah       | Southern               |
| 60   | Elizabeth Pickney | États-Unis  | Monarchs de Sacramento | Arizona                |
| 61   | Jerkisha Dosty    | États-Unis  | Sol de Miami           | St. Mary's (CA)        |
| 62   | Deedee Warley     | États-Unis  | Liberty de New York    | Maryland               |
| 63   | Marché Strickland | États-Unis  | Rockers de Cleveland   | Maryland               |
| 64   | Tiffany Thompson  | États-Unis  | Sparks de Los Angeles  | Old Dominion           |